# Cerro Las Minas
Cerro Las Minas é a montanha mais alta das Honduras, localizando-se no departamento de Lempira, na parte ocidental do país. Tem 2870 m de altitude e 2069 m de proeminência topográfica. Um parque nacional hondurenho, o Parque Nacional Celaque, foi fundado em 1987 e engloba a montanha e mais 266 km 2 em seu redor.
Faz parte da Cordilheira de Celaque e tem também o nome "Pico Celaque" ou "Montanha Celeque", sendo designada "Pico Celaque, 2849m" em mapas topográficos locais à escala 1:50 000, mas dados SRTM indicam que 2870 m é uma altitude mais provável.